# Zygmunt Balicki
Zygmunt Balicki (Lublin, Polònia, 30 de desembre de 1858 - Sant Petersburg, 12 de setembre de 1916) fou un sociòleg, escriptor i polític polonès.
Va estudiar ciències socials a les universitats de Sant Petersburg, Zúric i Ginebra. Es va doctorar per aquesta última.
Fundador de la Lliga Nacional Polonesa i actiu desvetllador de la consciència nacional. Va passar quasi tota la seva vida a l'exili per les seves idees polítiques.
Va escriure sobre psicologia social, sobre parlamentarisme i sobre la noció d'estat.

## Obres
- Hedonizm jako punkt wyjścia etyki (1900)
- Egoizm narodowy wobec etyki (National Egoism and Ethics) (1903), ('L'egoisme nacional sota l'aspecte ètic').
- Metody nauk społecznych i ich rozwój w XIX stuleciu (1903)
- Parlamentaryzm : zarys socylologiczny Vol 1-2 (1900, 1906)
- Psychologia społeczna : czynności poznawania (1912)
- Z doby przełomu myśli narodowej (1916)